# Cruixent

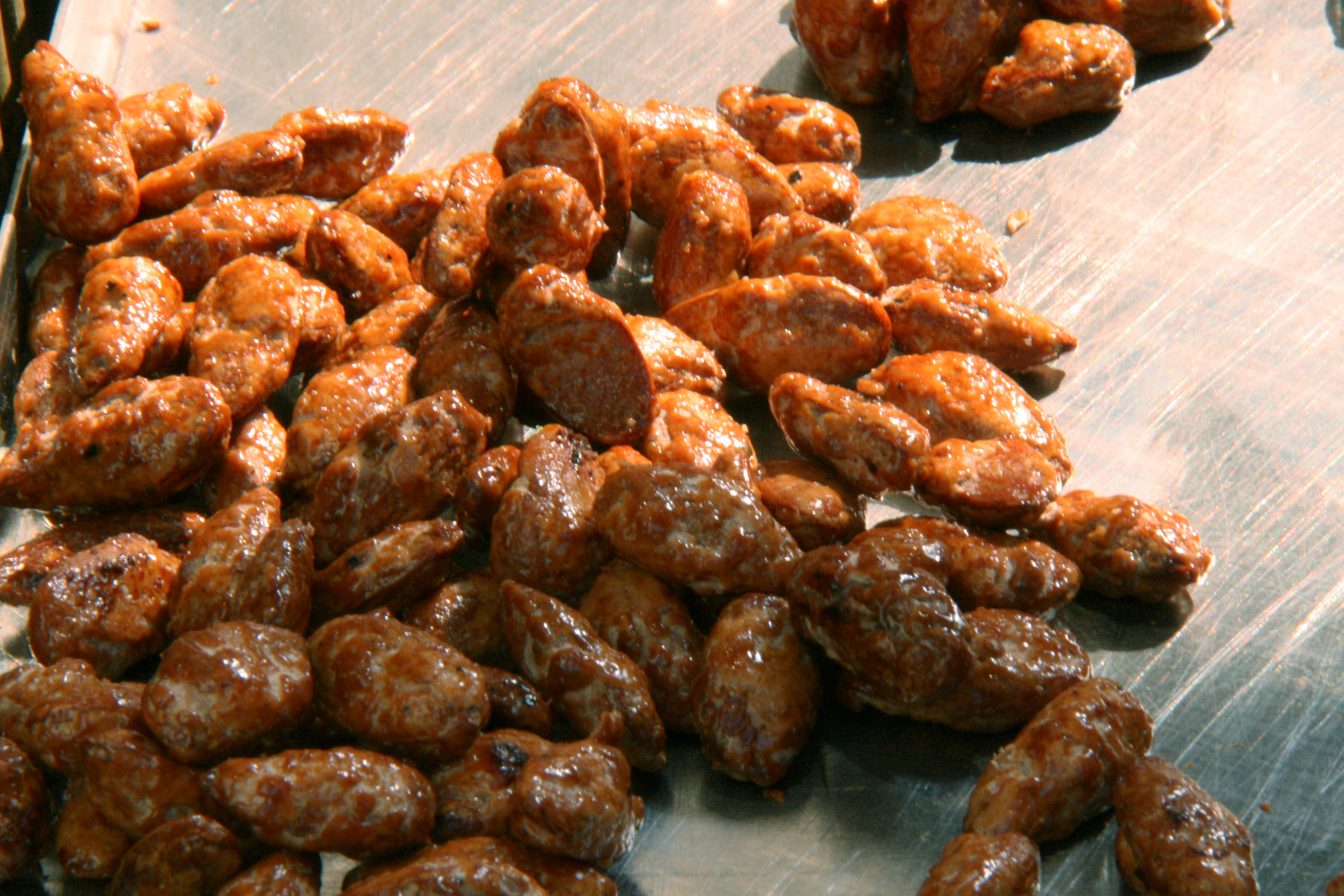
Exemple d'aliment cruixent: Ametlles garrapinyades.

Cruixent és un terme utilitzat per descriure la textura d'un aliment i que està directament relacionat amb el seu grau de duresa, fracturabilitat i cohesivitat. Segons la manera en què es fractura l'aliment, les seves propietats reològiques i el so que produeix l'aliment quan és mastegat, podem distingir dos tipus de cruiximent en anglès: "crunchy i crispy.

## Controvèrsia
Per afegir confusió sobre la fracturabilitat, molts científics sensorials no estan segurs de les diferències entre les textures cruixents tipus "crispy" i tipus "crunchy".
L'explicació més simple per al dilema crispy / crunchy és que els productes cruixents tipus "crispy" (tant humits com secs) es trenquen en trossos petits i fan un soroll agut si els masteguem. En canvi, els productes cruixents tipus "crunchy" es fracturen en trossos més grans i, sovint, són més densos que els anteriors.
S'ha plantejat la hipòtesi del fet que l'experiència del consumidor lligada a una textura "crispy" o a una "crunchy" pot estar altament relacionada amb el temps i la quantitat de mossegades que el producte roman cruixent: la primera mossegada té a veure amb el "crispy", mentre que els aliments "crunchy" romanen cruixents en boca durant més temps i durant més mossegades.

## Altres sinònims
A més, al món anglosaxó, hi ha altres sinònims de cruixent que aporten matisos, com ara crumbly (esmicolat, com les galetes) i brittle (trencadís, sempre usat per aliments secs) que poden acompanyar als mots "crispy" i "crunchy" per a fer una descripció més completa.